# Музей Ремера-Пеліцеуса (Гільдесгайм)
Музей Ремера-Пеліцеуса Гільдесгайм (нім. Roemer- und Pelizaeus-Museum Hildesheim) — це музей в Гільдесгаймі, Німеччина, переважно присвячений мистецтву Стародавнього Єгипту and Стародавнього Перу. Музей також містить другу за розміром в Європі колекцію китайської порцеляни. Крім того, музей володіє колекціями з природничої історії (більше 300 000 об'єктів), етнології, декоративно-прикладного мистецтва, малюнків і принтів, місцевої історії, мистецтва і археології. Крім постійних виставок, музей проводить тимчасові виставки з інших археологічних та сучасних тематик.
Сучасний музей є результатом об'єднання музею Ремера, заснованого 1844 року (та названого за прізвищем одного з засновників — Германа Ремера (нім. Herrmann Roemer)), та музею Пеліцеуса, заснованого 1911 року, який містив приватну колекцію єгипетських старожитностей Вільгельма Пеліцеуса (нім. Wilhelm Pelizaeus).
В 2000 році попередня будівля музею, побудована 1950-ті, буда замінена новою, що значно збільшило виставковий простір.
Музей перебуває під управлінням «Roemer- und Pelizaeus-Museum Hildesheim GmbH», єдиним акціонером якого є місто Гільдесгайм.

## Історія
Музей Ремера Гільдесгайм був заснований 1844 року об'єднанням громадян, серед яких був юрист, сенатор та геолог Герман Ремер. Торговець, банкір та консул Вільгельм Пеліцеус, який прожив у Каїрі бл.40 років, в 1907 році передав свою колекцію єгипетських знахідок рідному місту. 29 липня 1911 року відкрився Музей Пеліцеуса.
Староєгипетська колекція музею Ремера-Пеліцеуса налічує сьогодні бл. 9 000 об'єктів з усіх епох, від додинастичного Єгипту до римських та християнських часів в Єгипті, охоплюючи період часу більше 5 000 років. Найбільший та найважливіший наголос колекція робить на об'єктах Стародавнього царства (бл. 2707—2170 до н. е.), які майже без винятку походять з поховань в та довкола пірамід Гізи. Таким чином, поруч з єгипетськими музеями в Бостоні та Каїрі, музей належить до найважливіших місць, де можна побачити свідоцтва з періоду пірамід.
На початку 19-го ст. музей користувався мистецтвом фірми Metallkunst Herrenhausen для виготовлення замінників для відсутніх або пошкоджених частини староєгипетської колекції. Так, статуя Хеміуну (ймовірного архітектора Великої Піраміди) отримала голову.
Єгипетська колекція містить багато цінних експонатів; до них наприклад належать стели з періоду Рамзесів (19-20 династія, 13 ст. до н. е.), на яких показано поклоніння Рамсесу II у вигляді його статуї, а також культова каплиця поклоніння богу Осірісу у вигляді павіана з розкопок у селищі Туна ель-Гебель (бл. 300 до н. е.).
Колекції та сам музей на початку 20-го ст. були передані місту.
Колекція китайської порцеляни була передана музею 1927 року після смерті Ернста Олмера.
З 1992 року в музеї перебуває колекція зі 150 картин та значної частини графічних робіт художниці Вальтрауте Маке-Брюггеманн нім. Waltraute Macke-Brüggemann.
В 1998—2000 роках за допомогою міських ініціатив та об'єднань була зведена нова будівля музею. Одночасно з будівництвом, музей було виведено з прямого управління міської ради, щоб він міг діяти більш незалежно. З 2000 року він діє як gGmbH (особливий тип суспільного ТОВ згідно з німецькими законами), але продовжує отримувати щорічний фінансовий грант від міста Гільдесгайм. Оскільки будівництво нової будівлі здійснювалось на місці старої, окремі предмети староєгипетської колекції були передані на тимчасові виставки у Америці та Азії.
Крім своїх постійних колекцій музей також відомий цікавими тимчасовими виставками, у тому числі завдяки своїй науковій репутації він включений до маршруту багатьох міжнародних виставок.

### Директори
- Отто Рубенсон (1907—1914)
- Гюнтер Редер (1915—1945)
- Ганс Кайзер (1945—1974)
- Арне Еггбрехт (1974—2000)
- Елені Вассіліка (2000—2005)
- Катя Лембке (2005—2011)
- Регіне Шульц (з 2011)

## Напрямки колекцій
- Стародавній Єгипет з наголосом на: Стародавнє царство, стели з Горбайту
- Стародавнє Перу
- Природнича історія
- Азія
- Етнологічні колекції відповідають напрямкам досліджень: наголос на островах південного Тихого океану та Африці
- колекція картин регіональних митців 19-го сторіччя та сучасності, наприклад Вальтрауте Маке-Брюггеманн
- історія міста, виставлена у Кнохенхауерамтхауз (нім. Knochenhaueramtshaus) — історичному фахверковому будинку купецької гільдії м'ясників
- у володінні музею перебувають одні з найстаріших великоформатних фотографій серії Hildesheim-Ansichten (види Гільдесгайму), яку біли зняті гамбурзьким фотографом Георгом Коппманном на Різдво 1871 року та видані у видавництві Gerstenberg Verlag.[3]
- малюнки та принти
- «Музей відчуттів. Відчути історію культури та геології без бар'єрів!»
  - Метою нової тривалої виставки є свобода без бар'єрів для всіх; концепція передбачає інсталяції, які легко використовувати, вільний доступ до об'єктів, спеціальна система аудіогідів та гідів, тексти великим шрифтом та Брайлем та монітори з інформацією жестовою мовою.

## Галерея

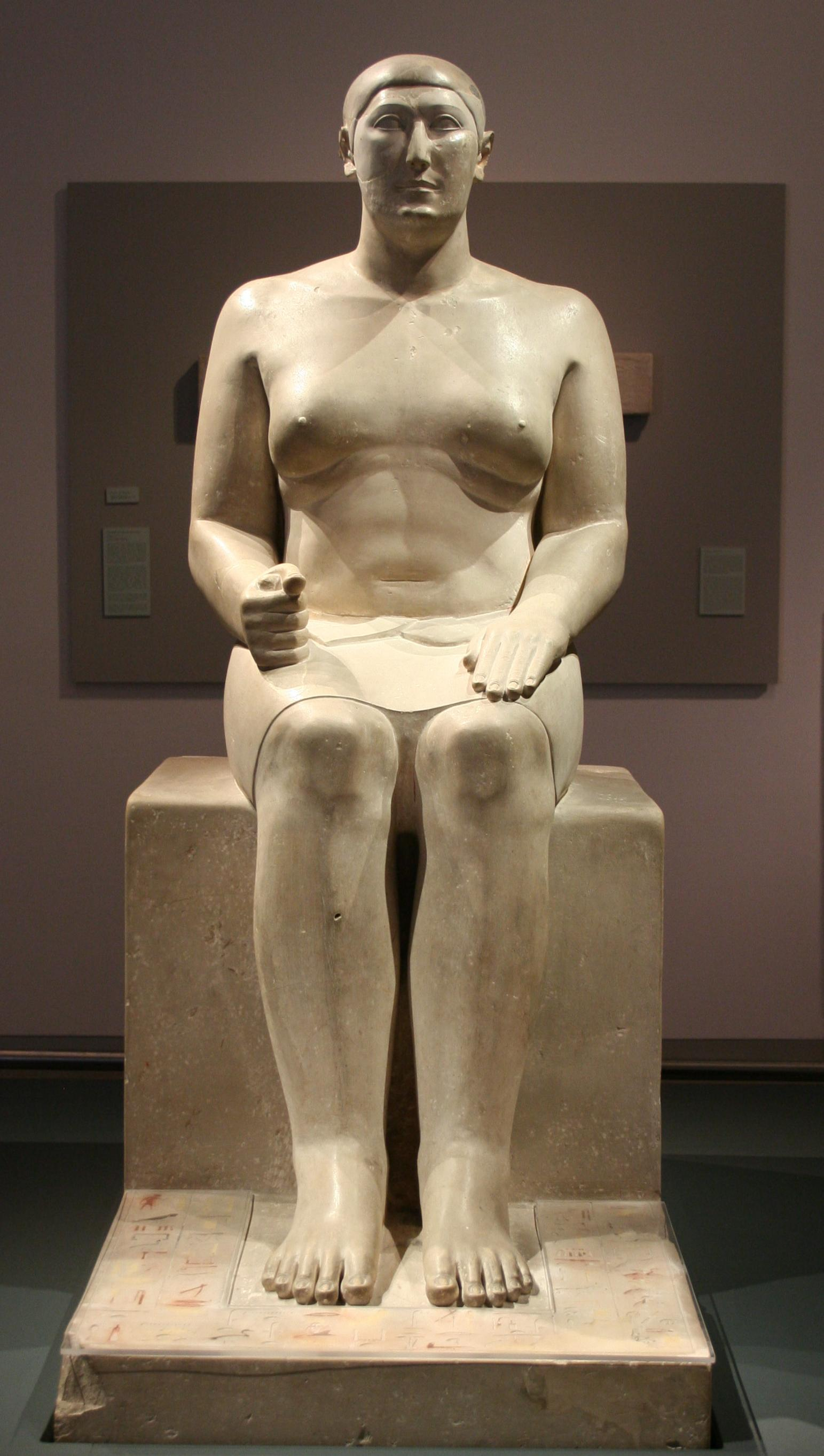
Статуя Хеміуну
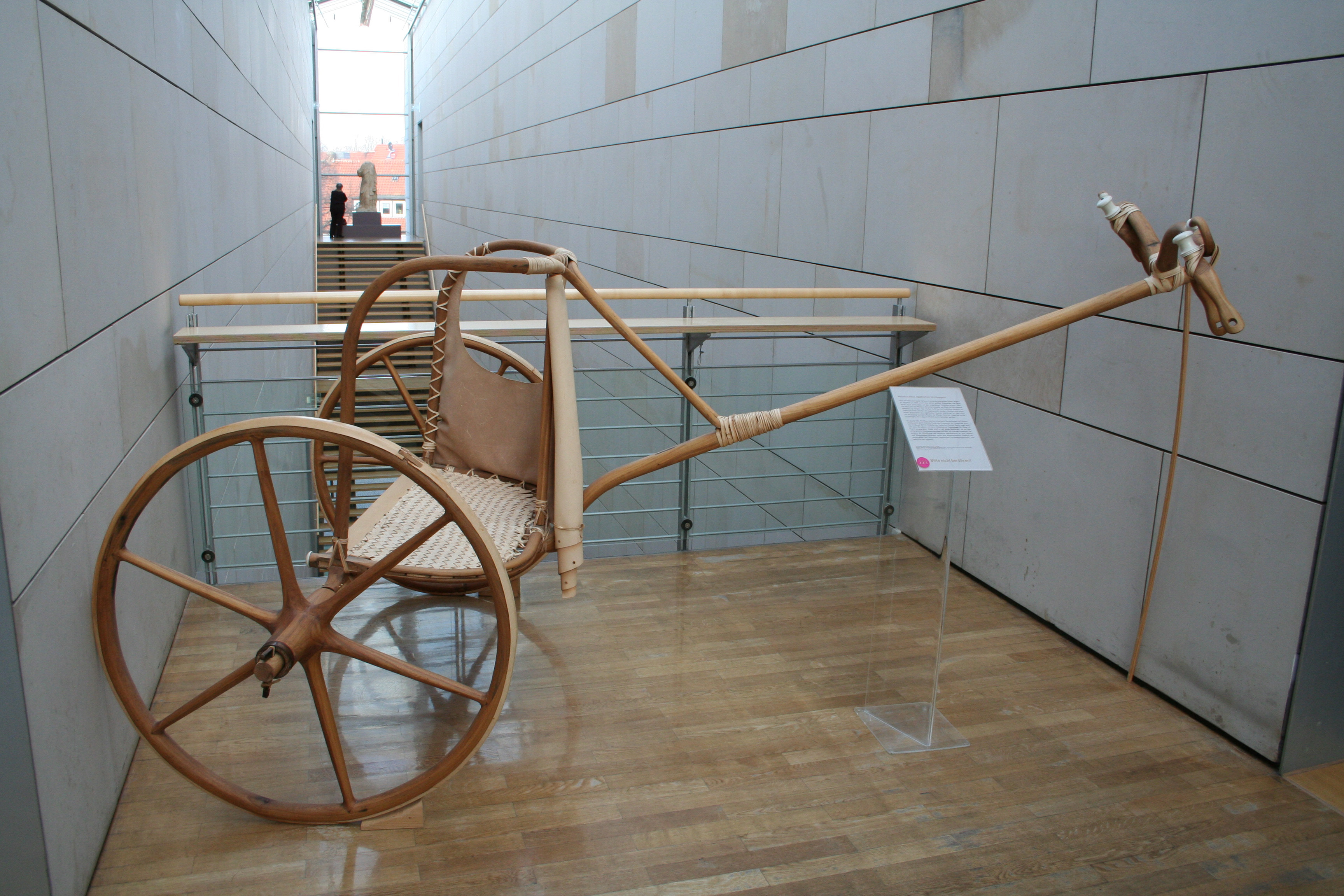
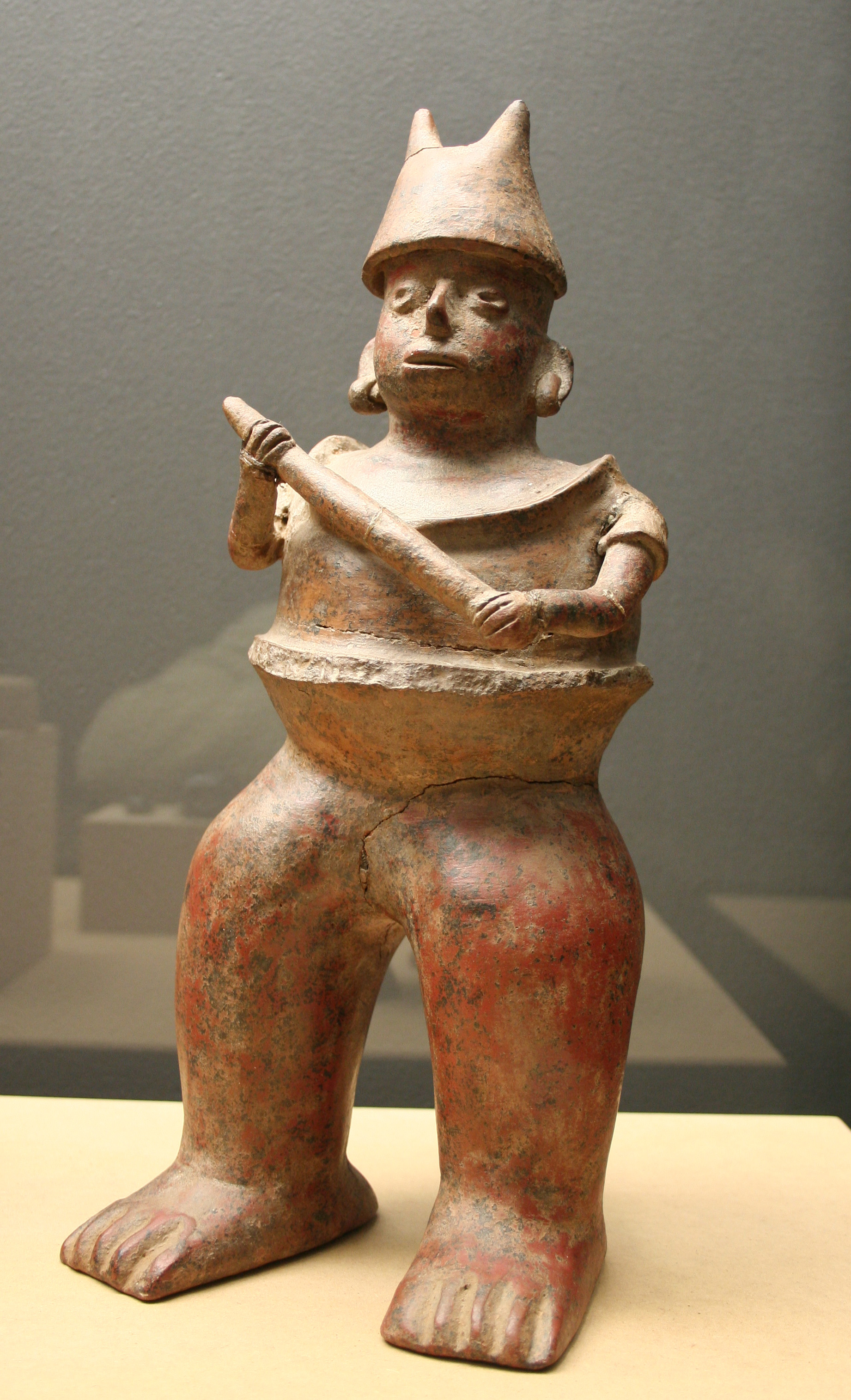
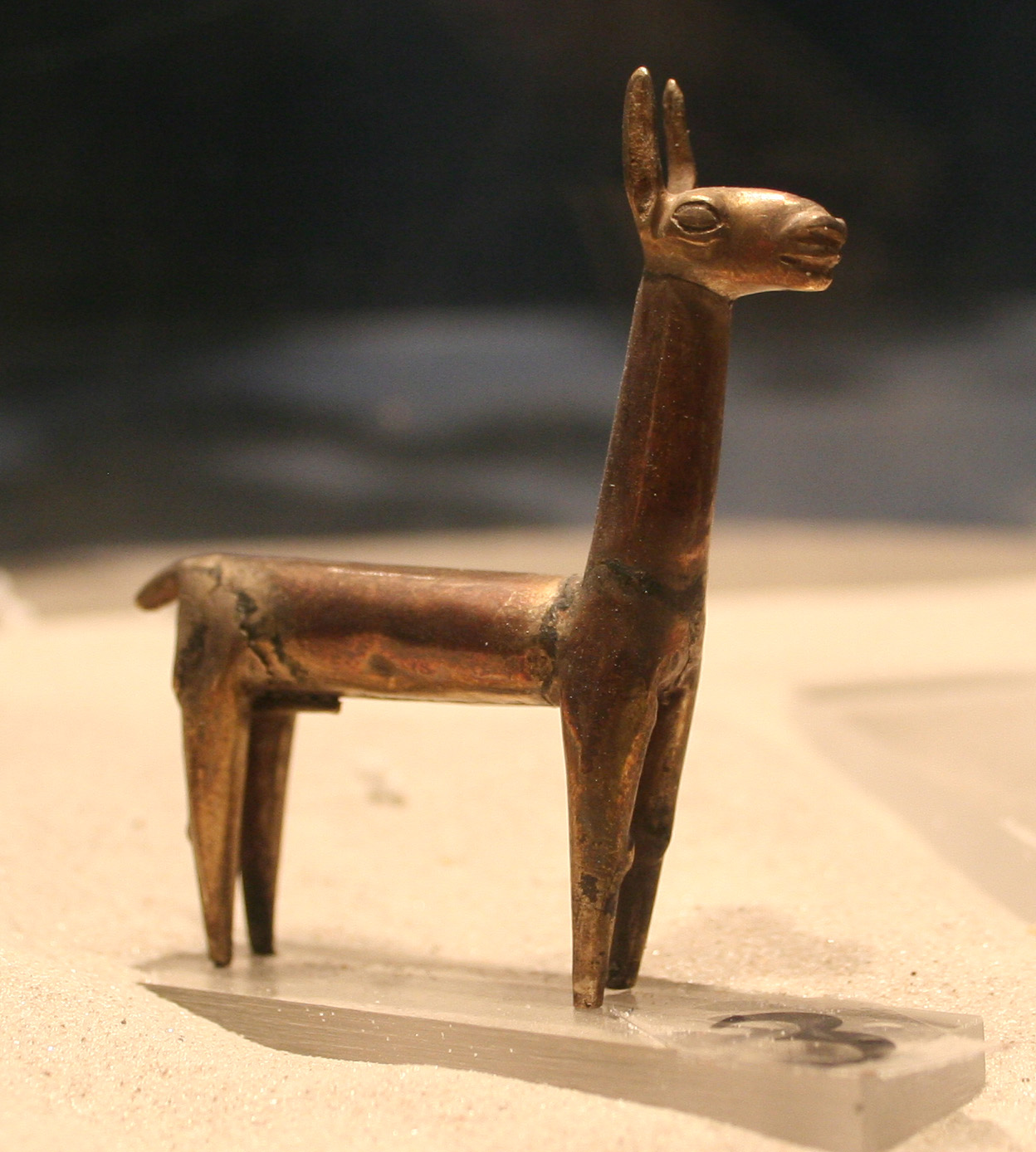

## Тимчасові виставки
- 2013: «Інші світи. Невидима сторона речей»
- 2012: «Влада тоги. Мода в римській імперії»
- 2011: «Вільгельм Пеліцеус — торговець, колекціонер, засновник музею»
- 2011: «Гіза — у підніжжя Великої Піраміди»
  - Виставка про розкопки Георга Штейндорффа та Германа Юнкера на плато Гізи. Вільгельм Пеліцеус фінансував ті розкопки і внаслідок розподілу знахідок (відповідно тогочасного законодавства Єгипту) отримав різні предмети. Були показані знахідки з 4-х розкопок, які через 100 років після відкриття були показані в початковому контексті. Для виставки були отримані в оренду окремі предмети з Лейпцига, Мюнхена та Єгипетського музею в Каїрі та інших.
- 2010: «Кіпр — острів Афродити»
  - Були показані більше 200 експонатів з колекцій кіпрського мистецтва, з них 116 надала Республіка Кіпр, серед яких була і відома пізньоелінська статуя Афродити, яку підняли водолази з дна моря біля Неа Пафосу. Вона вперше демонструвалась у Німеччині. Інші експонати були отримані з Лувру та німецьких колекцій кіпрського мистецтва.
- 2008—2009: «Рай південних морів. Міф та реальність»
- 2007—2008: «Майя. Королі джунглів»
- 2006—2007: «Краса в Стародавньому Єгипті. Пошук досконалості»
- 2006: «Культ м'яча: по слідах футболу»
- 2006: «Playmobil. Відкрий світ»
- 2005—2006: «Європа та Єгипет. Культурні зіткнення від греків до Вінкельманна»
- 2005: «З зібрання замку Чіддінгстоун. Фараони — будди — самураї»
- 2004: «Шедеври єгипетського мистецтва. Скарби з музею Маєрса в Ітонськийому коледжі»
- 2003—2004: «Поза Великим китайським муром. Стародавня бронза азійських степових народів з фондів „Arthur M. Sackler Foundation“, Нью-Йорк»
- 2003: «Пласідо Сулоага. Іспанські скарби з колекції Нассера Калілі, Лондон»
- 2002—2003: «Наполеон Бонапарт — цар Олександр I. Епоха двох імператорів»
- 1999: «Льодовиковий період. Великі пригоди підкорення природи»
- 1998: «Джеймс Бонд. Актори та шпигун»
- 1995: «Затонулі королівська Індонезії»
- 1994: «Китай, колиска світової культури. 5000 років винаходів та відкриттів»
- 1994: «Таємнича стара Мексика. Мистецтво ацтеків»
- 1993: «Динозаври»
- 1992: «Світ майя. Археологічні скарби трьох тисячоліть»
- 1990—1991: «Єгипет — пошуки безсмертя»
  - оскільки в музею було дуже мало виставкового місця, відкритою для публіки могла бути лише невелика частина колекції. Час від часу постійну виставку доповнювали тимчасові. З запасників музею були обрані артефакти щодо різних уявлень єгиптян про безсмертя та культи мертвих. Всього було включено 38 об'єктів (деякі складалися з багатьох частин), серед них мумії, маски мумій, саркофаги та труни, амулети, надгробки, фігури Ушебті, канопи, зображення богів смерті у різних формах та Книга мертвих.
- 1988: «Албанія. Скарби з країни скіпетарів (албанців)»
- 1986: «Слава і падіння старої Мексики. Ацтеки та їх попередники»
- 1979: «Боги та фараони»
- 1978: «Шумер, Ассирія, Вавилон. 7000 років культури та мистецтва між Євфратом та Тигром»